# زملول ساكيشيماني
زملول ساكيشيماني (الاسم العلمي: Exobasidium sakishimaense) هو نوع من الفطريات يتبع جنس الزملول من فصيلة الزملولية.